# Рейнгардт, Генрих
Генрих Рейнгардт (нем. Heinrich Reinhardt; 29 марта 1903, Щецин — 14 июля 1990, Аргентина) — немецкий шахматист.
В составе сборной Германии победитель 8-й Олимпиады (1939) в Буэнос-Айресе.

## Спортивные достижения
| Год  | Город        | Турнир        | + | − | = | Результат | Место |
| ---- | ------------ | ------------- | - | - | - | --------- | ----- |
| 1939 | Буэнос-Айрес | 8-я Олимпиада | 5 | 4 | 3 | 6½ из 12  | 1     |